# La scuola è finita
La scuola è finita è un film del 2010 diretto da Valerio Jalongo.

## Trama
Dal buco di una porta di una scuola romana si possono sbirciare gli studenti che spacciano. Uno di loro, Alex, sotto l'effetto di droghe, si butta dal quinto piano dell'edificio, rimanendo illeso. Gli insegnanti combattono per far cessare questo declino e tra loro vi sono la professoressa Quarenghi ed il professore Talarico, "supereroi" che cercano di salvare Alex e gli altri.

## Distribuzione
Il film è stato presentato in anteprima al Festival internazionale del film di Roma 2010. È uscito nelle sale italiane il 12 novembre 2010.